# Sharks-Stadion
Sharks-Stadion (englisch Sharks Stadium) ist ein Stadion in Port Harcourt, Nigeria. Es fasst 10.000 Zuschauer und wird zurzeit hauptsächlich als Fußballstadion genutzt. 
Der heimische Fußballverein Sharks FC trägt hier seine Heimspiele aus.